# 엠브라에르 R-99
엠브라에르 R-99는 브라질산 엠브라에르 ERJ 145 여객기에 스웨덴 사브사의 AESA인 에리아이 레이다를 장착한 조기경보기통제기이다.

## 성능
Cruzex 2006 다국적 워게임에서, 브라질의 F-5M 1대는 프랑스 미라주 2000N 2대를 격추했다. 미라주 2000N은 2대의 미라주 2000C와 E-3 센트리 조기경보기의 지원을 받고 있었다. 이러한 결과는 이스라엘제 더비 중거리 공대공 미사일이 조기경보기의 데어터링크에 의해 연동되어 가능했다. 에리아이 AESA 레이다를 장착한 브라질산 엠브라에르 R-99 조기경보기가 지원했다.

## 실전기록
2011년 그리스 공군의 R-99가 리비아 비행금지구역에서 조기경보 임무를 수행했다.

## 사용국가
브라질
- 브라질 공군 - 5 E-99, 3 R-99

 그리스
- 그리스 공군 - 4 R-99A (제식명칭은 "에리아이 EMB-145H AEW&C")[3]

 멕시코
- 멕시코 공군 - 1 E-99, 2 P-99

 인도
- 인도 공군 - 3 EMB-145SA

## 제원 (ERJ 140)
정보의 출처: Suppositions according to EMB 145 family specifications.
일반 특성
- 승무원: 3; pilot, co-pilot, flight attendant
- 용량: 44 passengers
- 길이: 28.45 m (93 ft 4 in)
- 날개폭: 20.04 m (65 ft 9 in)
- 높이: 6.76 m (22 ft 2 in)
- 날개면적: 51.2 m² (551 ft²)
- 공허중량: 11,740 kg (25,900 lb)
- 탑재중량: 17,100 kg (37,700 lb)
- 최대이륙중량: 21,100 kg (46,500 lb)
- 엔진: 2× Rolls-Royce AE 3007A turbofan, 33.0 kN (7,420 lbf) 각각

성능
- 최대속도: 834+ km/h (518+ mph, Mach 0.78+)
- 항속거리: 3,019 km + internal tanks (1,876 miles + internal tanks)
- 상승한도: 11,278+ m (37,000+ ft)
- 상승률: 780+ m/min (2,560+ ft/min)
- 날개하중: 334+ kg/m² (68+ lb/ft²)

## 같이 보기
- E-737 - R-99는 최대이륙중량 21톤인데, 대한민국의 조기경보기의 E-737의 최대이륙중량은 77톤이다.